# Rajon Karma
Der Rajon Karma (belarussisch Кармянскі раён; russisch Кормянский район) ist eine Verwaltungseinheit in der Homelskaja Woblasz in Belarus mit dem administrativen Zentrum in der Siedlung städtischen Typs Karma. Der Rajon hat eine Fläche von 949,15 km² und umfasst 87 ländliche Siedlungen.

## Geographie
Der Rajon Brahin liegt im nordöstlichen Teil der Homelskaja Woblasz.

### Nachbarrajone
Die Nachbarrajone sind im Norden Slauharad und im Nordosten Krasnapolle in der Mahiljouskaja Woblasz, im Süden Tschatschersk, und im Südwesten Rahatschou in der Homelskaja Woblasz.

## Administrative Gliederung
| Dorfsowjets 1. Barsukouski 2. Barawabudski 3. Wornauski 4. Kamenski 5. Karozkauski 6. Lizwinawizki 7. Luschkouski 8. Starahradski | Siedlungen städtischen Typs 1. Karma |